# Laḫmu
Laḫmu ist eine Gottheit in der babylonischen und akkadischen Mythologie, die geboren worden sein soll, als sich das Wasser der Süßwasser-Personifikation Abzu und der Salzwasser-Personifikation Tiamat vor der Geburt der Welt im frühen Zwielicht des Chaos vermischten. Die Geschichte wird in der babylonischen Schöpfungsgeschichte Enūma eliš erzählt.
Laḫmu und seine Schwester und Frau Laḫamu waren die ersten Gottheiten, die aus dem frühen Meer aufgetaucht sein sollen. Sie stellen normalerweise Schlamm dar, aber in einigen Texten werden sie als Schlangen beschrieben, möglicherweise weil die Bewegung der sich schlängelnden Schlange den Wellen ähnelt. In der Tat nehmen einige Gelehrte an, dass Laḫmu und Laḫamu nur andere Namen für Tiamat sind. Laḫmu und Laḫamu spielen in der babylonischen Mythologie keine bedeutende Rolle, außer dass sie die Eltern von Anšar und Kišar sind. In der sumerischen Mythologie bezog sich das Wort Lahama auf Wasserdämonen, die Enki hörig waren.
Laḫmu wurde nach seinen drei Locken auf jeder Seite seines Kopfes auch „sechslockiger Held“ genannt.